# 3511 Tsvetaeva
3511 Tsvetaeva (1982 TC2) là một tiểu hành tinh vành đai chính được phát hiện ngày 14 tháng 10 năm 1982 bởi L. G. Karachkina ở Nauchnyj.